# Larry Black
Larry Black, född den 20 juli 1951 i Miami, Florida, död 8 februari 2006 i Miami, var en amerikansk friidrottare inom kortdistanslöpning.
Han tog OS-silver på 100 meter vid friidrottstävlingarna 1972 i München. 